# Felis silvestris cafra
Felis silvestris cafra или Felis lybica cafra (лат.) — один из подвидов африканского степного кота. Иногда считают подвидом лесного кота (Felis silvestris cafra), в ревизии таксономии, принятой в 2017 году, считается подвидом африканского степного кота. В 2007 году на основе генетического анализа был признан отдельным подвидом. Ареал охватывает юго-восточную Африку. Морфологические данные свидетельствуют о том, что граница между подвидами в Африке проходит на юго-востоке континента, в районе Танзании и Мозамбика.

## Характеристика
Тело Felis silvestris cafra покрыто вертикальными полосками, контрастность которых может варьироваться от бледного до довольно отчётливого. Рисунок на хвосте включает чёрные кольца и чёрный кончик. Подбородок и горло белые, а грудь обычно бледнее, чем остальная часть тела. Ноги — чёрные. Существует два окраса: железно-серый[какой?], с чёрными и белёсыми пятнами, и рыжевато-серый, с меньшим количеством чёрных пятен и большим количеством охристых. По внешнему виду он очень похож на домашнюю кошку, хотя ноги пропорционально длиннее. Наиболее отличительной характеристикой является богатый красновато-коричневый оттенок с внешней стороны ушей, на животе и на задних лапах. Длина тела составляет 46—66,5 см, длина хвоста — 25—36 см; вес взрослого животного достигает 2,4—5,5 кг.

## Экология
Felis silvestris cafra являются по большей части ночными хищниками, которые днём спят. Это одиночные животные, за исключением сезона спаривания и воспитания детёнышей. Сильно развито территориальное поведение. Они являются адаптируемыми хищниками, предпочитающими охотиться на мелких грызунов, но в состоянии менять свою диету, в зависимости от обилия и доступности добычи по сезонам. Охотятся они на мелких млекопитающих, птиц, рептилий, амфибий, насекомых и прочих беспозвоночных. Крупнейшая добыча: зайцы, долгоноговые и цесарковые.